# Sings the Songs That Made Him Famous
Sings the Songs That Made Him Famous je drugi album Johnnyja Casha. Originalno je objavljen 13. studenog 1958., ali ga je 2003. ponovno objavila kuća Varese Sarabande, s četiri različite verzije pjesama koje su se već nalazile na originalnom LP-u kao bonus.

## Popis pjesama
1. "Ballad of a Teenage Queen" (Jack Clement) – 2:13
2. "There You Go" (Cash) – 2:19
3. "I Walk the Line" (Cash) – 2:46
4. "Don't Make Me Go" (Cash) – 2:31
5. "Train of Love" (Cash) – 2:24
6. "Guess Things Happen That Way" (Clement) – 1:52
7. "The Ways of a Woman in Love" (Bill Justis, Charlie Rich) – 2:16
8. "Next in Line" (Cash) – 2:49
9. "You're the Nearest Thing to Heaven" (Jim Atkins, Cash, Hoyt Johnson) – 2:42
10. "I Can't Help It (If I'm Still in Love With You)" (Hank Williams) – 1:49
11. "Home of the Blues" (Cash, Glen Douglas, Vic McAlpin) – 2:41
12. "Big River" (Cash) – 2:35

### Bonus pjesme
1. "Don't Make Me Go" (Cash) – 2:30
2. "The Ways of a Woman in Love" (Justis, Rich) – 2:28
3. "Ballad of a Teenage Queen" (Clement) – 2:15
4. "Guess Things Happen That Way" (Clement) – 1:58

## Izvođači
- Johnny Cash - glavni izvođač
- Luther Perkins - gitara
- Marshall Grant - bas
- Sam Phillips - producent
- Jack Clement - producent
- Cary E. Mansfield - producent reizdanja
- Bill Dahl - bilješke na omotu, producent reizdanja
- Dan Hersch - digitalna obrada
- Bill Pitzonka - omot reizdanja

## Ljestvice
Singlovi - Billboard (Sjeverna Amerika)
| Godina | Singlovi                             | Ljestvica        | Pozicija |
| ------ | ------------------------------------ | ---------------- | -------- |
| 1956.  | "There You Go"                       | Country singlovi | 1        |
| 1957.  | "Don't Make Me Go"                   | Country singlovi | 9        |
| 1957.  | "Home of the Blues"                  | Country singlovi | 3        |
| 1957.  | "Home of the Blues"                  | Pop singlovi     | 88       |
| 1957.  | "Next in Line"                       | Country singlovi | 9        |
| 1957.  | "Next in Line"                       | Pop singlovi     | 99       |
| 1957.  | "Train of Love"                      | Country singlovi | 7        |
| 1958.  | "Ballad of a Teenage Queen"          | Country singlovi | 1        |
| 1958.  | "Ballad of a Teenage Queen"          | Pop singlovi     | 14       |
| 1958.  | "Big River"                          | Country singlovi | 4        |
| 1958.  | "Big River"                          | Pop singlovi     | 14       |
| 1958.  | "Guess Things Happen That Way"       | Country singlovi | 1        |
| 1958.  | "Guess Things Happen That Way"       | Pop singlovi     | 11       |
| 1958.  | "The Ways of a Woman in Love"        | Country singlovi | 2        |
| 1958.  | "The Ways of a Woman in Love"        | Pop singlovi     | 24       |
| 1958.  | "You're the Nearest Thing to Heaven" | Country singlovi | 5        |
| 1958.  | "You're the Nearest Thing to Heaven" | Pop singlovi     | 24       |

## Vanjske poveznice
- Podaci o albumu i tekstovi pjesama